# شدرا
شدرا : هي قرية لبنانية من قرى قضاء عكار في محافظة الشمال. تقع في تجمع للقرى يسمى الدريب الأعلى.
ترتفع شدرا ما يقارب ل500م عن سطح البحر. وهي تعتبر مصيفا أكثر كونها تتمتع بمناظر جبال و سهول خلابة. فهي تضج بالناس صيفا أما شتاءا فينزل أهلها إلى المدن للعمل.
هناك قسم كبير من أهالي شدرا مهاجرون أغلبهم في أستراليا وأمريكا اللاتينية والجنوبية..و هناك قسم كبير في الإمارات والكويت.... أما بالنسبة للساكنين في لبنان فلا يتعدون ال200 القاطنين في البلدة والباقي يتوزعون على مدن بيروت جونيه جبيل البترون وطرابلس.
تسميتها:
شدرا كلمة آرامية تعني الرسل أو الإرسالية. وهناك واد شرقي البلدة يُدعى وادي الرسل تنتشر فيه المطاعم بالإضافة إلى دير مار يعقوب.
تاريخها:
لقد كانت شدرا مقرّاً عسكريا على مر العصور وأشهر أحداثها هي استقبالها للأمير فخر الدين واستضافته في أحد بيوتها أثناء ملاحقته ليوسف سيفا.
و هي الآن شبه مقر عسكري بحيث يتواجد فيها ثكنة للجيش اللبناني وثكنة للآليات العسكرية.
جغرافيتها وميزاتها:
تقع البلدة على بعد 146 كلم من بيروت على علو 450م عن سطح البحر ومساحتها 651 هكتار، تحيط بها من الشرق أكروم، من الغرب العوينات، من الشمال مشتى حسن ومن الجنوب عندقت. يمكن الوصول إليها عن طريقين وهما: حلبا- الكواشرة – البيرة – القبيات – عندقت و شدرا، والعبدة - السهل - الحيصة - منجز وشدرا.
تتميز شدرا بطقس معتدل صيفاً وشتاءً وبوجود عدة معالم أثرية وسياحيّة أبرزها وجود يقايا لسبع طواحين قديمة، كما وأنه البلدة مكوّنة من جبلين ووادٍ يتوسطه نهر يغذي بساتينها ويصبّ في النهر الكبير
يوجد فيها ثلاث كنائس (كنيسة السيدة للروم الأورثوذكس، كنيسة الصليب للروم الكاثوليك وكنيسة مار إلياس للروم الأورثوذكس). كما ويبنى حديثاً فيها دير مار يعقوب للروم الأورثوذكس على الجبل الشرقي للبلدة.
أما تربوياً، فهناك مدرسة واحدة في شدرا وهي مدرسة القديسة تيريزا للقلبين الأقدسيّن، كما يوجد مستوصف شدرا التابع لوزارة الشؤون الاجتماعية ومركز للدفاع المدني.
أحياؤها:
الغربية وفيها: الغربية، البيادر، الكروم، الفتوح.
الشرقية وفيها: الساحة، التلة، الجسر.

/المراجع
1. ↑  GeoNames (بالإنجليزية), 2005, QID:Q830106